# Ervěnice
Ervenice (en allemand : Seestadtl, anciennement Ruenice et Erwenicz) est le nom d'un village disparu du district de Most dans la région d'Ústí nad Labem, en République tchèque.

## Géographie
Ervenice était situé à huit kilomètres à l'ouest de la vieille ville de Most, à une altitude de 238 mètres et établi sur les rives de la rivière Biela.

## Histoire
Le village d'Ervenice a été arasé en 1959 et 1960 pour permettre l'expansion de la production minière de lignite. En 1960, le territoire cadastral est transféré à la municipalité de Komořany (de) dans le district de Chomutov.

## Personnalités d'Ervěnice
- George Saiko (1892-1962), historien de l'art et auteur autrichien